# Pies secos, pies mojados

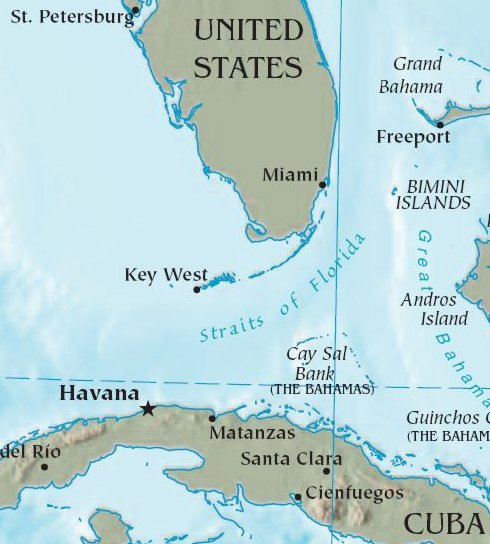
Cuba está a 145 kilómetros (90 millas) al sur de Florida, Estados Unidos.

La política de «pies secos, pies mojados» (en inglés, wet feet, dry feet policy) fue el nombre dado a una política del gobierno de los Estados Unidos sobre la inmigración cubana en su país, que fue consecuencia de la revisión de 1995 de la Ley de Ajuste Cubano. Consistía en permitir la entrada de inmigrantes provenientes de la isla sólo si habían llegado a la costa estadounidense. Fue suprimida por la administración Obama el 12 de enero de 2017.

## Historia
La política de inmigración de cubanos a los Estados Unidos se rige desde 1966 por la Ley de Ajuste Cubano, que esencialmente dice que cualquier persona que salió sin autorización de Cuba y entró a los Estados Unidos (incluyendo sus aguas continentales) estaría autorizada a obtener la tarjeta de residencia permanente un año después.
Después de las conversaciones con el gobierno cubano, el gobierno de Bill Clinton llegó a un acuerdo con Cuba, consistente en que se dejaría de admitir a personas interceptadas en aguas de los Estados Unidos. Desde entonces, los cubanos detenidos en las aguas entre las dos naciones (con «pies mojados») serían enviados de regreso a Cuba o enviados a un tercer país, mientras que los que llegaran a la costa («pies secos») tendrían la oportunidad de permanecer en los Estados Unidos y más tarde postular a la residencia permanente legal, de acuerdo a la Ley de Ajuste.
El 12 de enero de 2017, el presidente Barack Obama anunció el cese inmediato de la política de «pies secos, pies mojados», indicando que los inmigrantes cubanos serían tratados al igual que los de otras nacionalidades, al igual que iban a ser devueltos todos los cubanos que intentarán permanecer de manera irregular en Estados Unidos a partir del 12 de enero, junto a esto Cuba decidiría qué personas podían ser elegibles para no quedarse en el país que se encontraban.  La medida se tomó en un acuerdo entre ambos países firmado en La Habana ese mismo día, en el que el gobierno cubano también accedió a aceptar el retorno de los ciudadanos cubanos que participaron en el Éxodo del Mariel de 1980. El gobierno de Raúl Castro calificó la decisión como «un importante paso en el avance de las relaciones bilaterales». Tras el inicio del Deshielo cubano en 2014, el fin de la política se había vuelto previsible, lo cual condujo a un aumento en el número de inmigrantes cubanos.